# Pristonychus complanatus
Pristonychus complanatus är en skalbaggsart som beskrevs av Pierre François Marie Auguste Dejean 1828. Pristonychus complanatus ingår i släktet Pristonychus och familjen jordlöpare. Inga underarter finns listade i Catalogue of Life.